# Fluvià
Râul Fluvià este un râu spaniol.